# Bezirk Dielsdorf
Der Bezirk Dielsdorf ist ein Bezirk im Nordwesten des Kantons Zürich in der Schweiz.
Der Bezirk umfasst Teile des Furttales südlich der Lägern, das Wehntal nördlich dieses Juraausläufers sowie das Gebiet bis zur nördlichen Landesgrenze am Rhein.
Der Bezirk entstand nach dem Ende der Mediationsverfassung im Jahre 1814 aus dem westlichen Teil des Distrikts Bülach und wurde vorerst Oberamt Regensberg genannt. Mit der Kantonsverfassung von 1831 wurde das Oberamt zum Bezirk Regensberg.
Der Bezirkshauptort wurde 1871 nach langen politischen Auseinandersetzungen von Regensberg an den Fuss der Lägern nach Dielsdorf verlegt. Aufgrund der Verlegung des Hauptorts von der ungeliebten Burg auf dem Buck (Schloss Regensberg) ins Tal wurde daraus der Bezirk Dielsdorf.
Die einzigen Städte im Bezirk sind Regensdorf und Regensberg.

## Politische Gemeinden
| Wappen         | PLZ        | Gemeindename   | Einwohner (31. Dezember 2023) | Fläche in km² | Einwohner pro km² |
| -------------- | ---------- | -------------- | ----------------------------- | ------------- | ----------------- |
| Bachs          | 8164       | Bachs          | 648                           | 9,13          | 71                |
| Boppelsen      | 8113       | Boppelsen      | 1446                          | 3,96          | 365               |
| Buchs ZH       | 8107       | Buchs (ZH)     | 6664                          | 5,84          | 1141              |
| Dällikon       | 8108       | Dällikon       | 4387                          | 4,51          | 973               |
| Dänikon        | 8114       | Dänikon        | 1867                          | 2,87          | 651               |
| Dielsdorf      | 8157       | Dielsdorf      | 6391                          | 5,87          | 1089              |
| Hüttikon       | 8115       | Hüttikon       | 974                           | 1,59          | 613               |
| Neerach        | 8173       | Neerach        | 3316                          | 6,04          | 549               |
| Niederglatt    | 8172       | Niederglatt    | 5341                          | 3,60          | 1484              |
| Niederhasli    | 8155       | Niederhasli    | 9611                          | 11,30         | 851               |
| Niederweningen | 8166       | Niederweningen | 3238                          | 6,85          | 473               |
| Oberglatt      | 8154       | Oberglatt      | 7595                          | 8,25          | 921               |
| Oberweningen   | 8165       | Oberweningen   | 1891                          | 4,94          | 383               |
| Otelfingen     | 8112       | Otelfingen     | 3001                          | 7,15          | 420               |
| Regensberg     | 8158       | Regensberg     | 462                           | 2,37          | 195               |
| Regensdorf     | 8105       | Regensdorf     | 19'676                        | 14,62         | 1346              |
| Rümlang        | 8153       | Rümlang        | 8194                          | 12,41         | 660               |
| Schleinikon    | 8165       | Schleinikon    | 870                           | 5,68          | 153               |
| Schöfflisdorf  | 8165       | Schöfflisdorf  | 1391                          | 4,01          | 347               |
| Stadel         | 8174       | Stadel         | 2357                          | 12,89         | 183               |
| Steinmaur      | 8162       | Steinmaur      | 3714                          | 9,39          | 396               |
| Weiach         | 8187       | Weiach         | 2123                          | 9,58          | 222               |
| Total (22)     | Total (22) | Total (22)     | 95'157                        | 152,85        | 623               |

## Veränderungen im Gemeindebestand

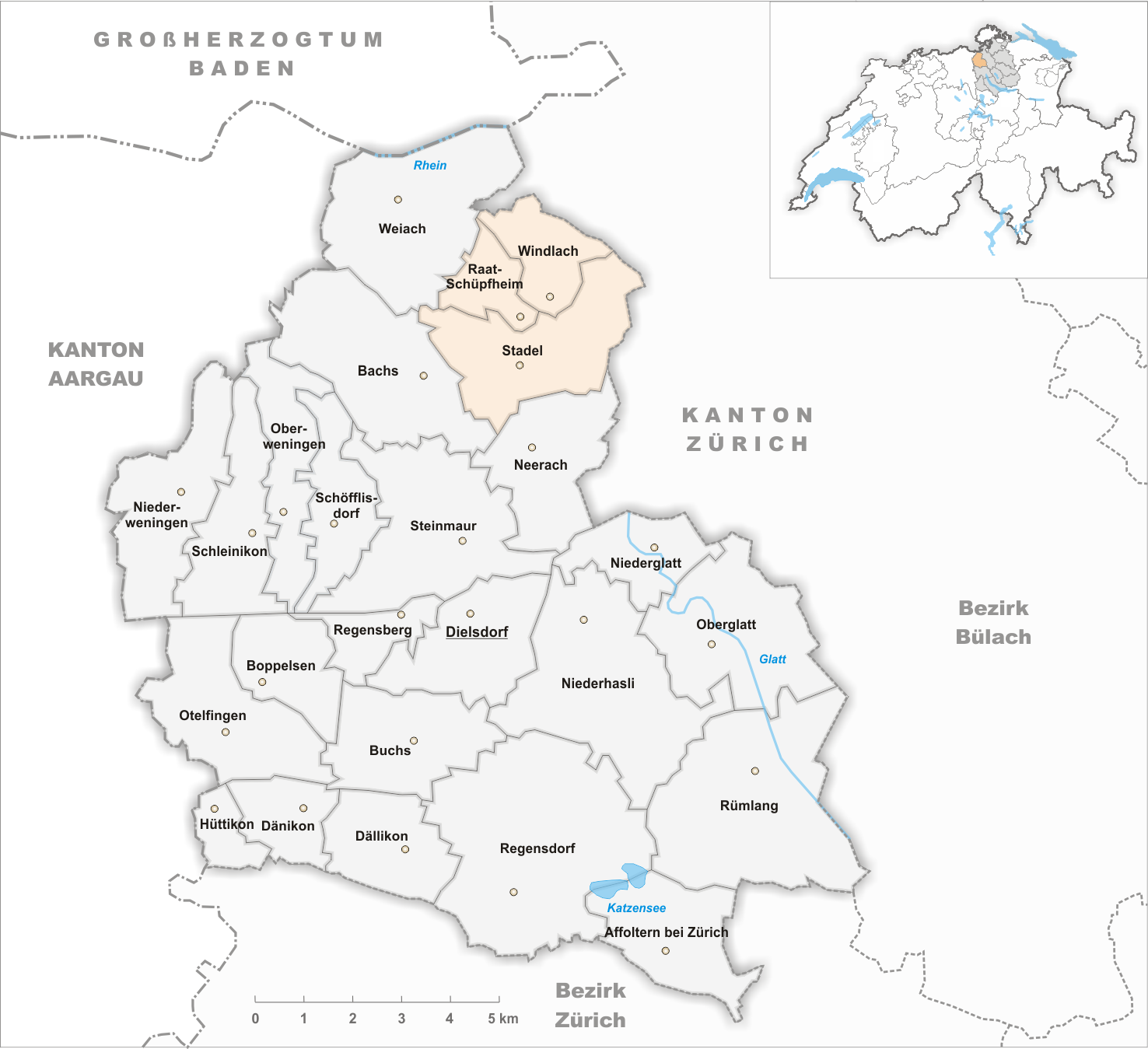
Gemeinden bis 1906
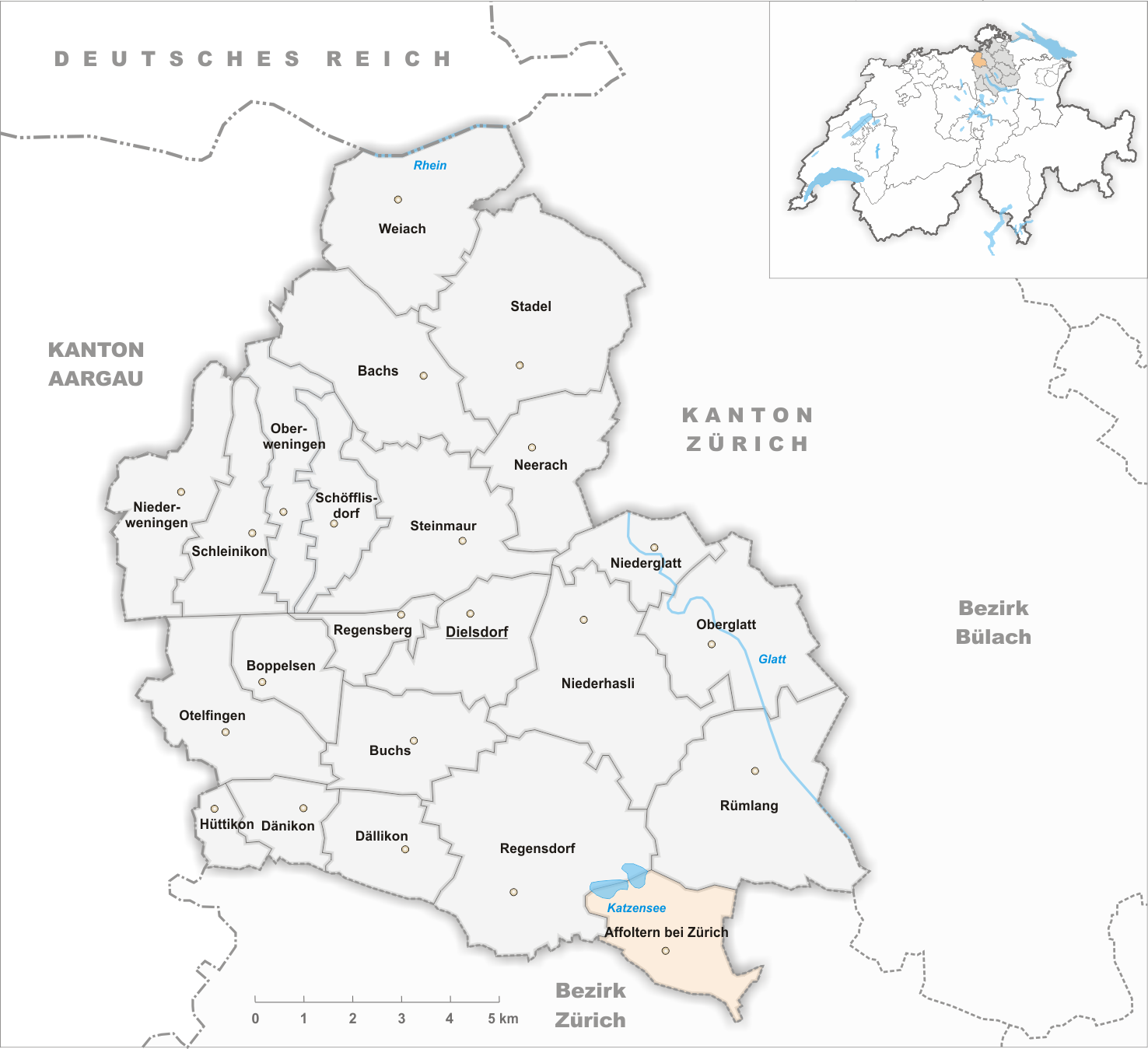
Gemeinden bis 1934
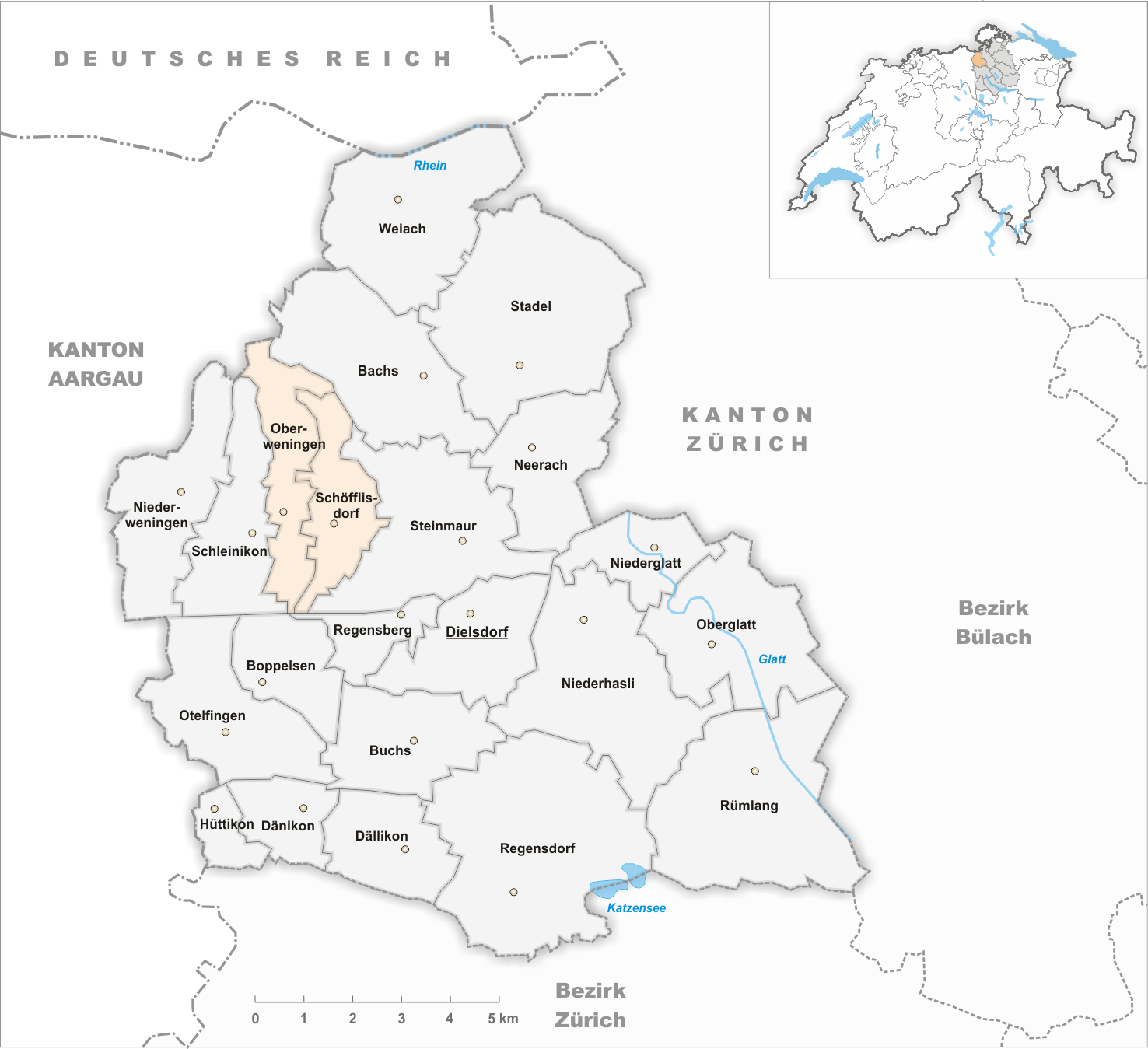
Gemeinden bis 1975

- 1907: Fusion Raat-Schüpfheim, Stadel bei Niederglatt und Windlach  →  Stadel bei Niederglatt
- 1934: Fusion Affoltern → Zürich
- 1976: Gebietsänderung Oberweningen und Schöfflisdorf

## Zivilgemeinden
Bis Ende 2009 bestanden noch folgende Zivilgemeinden:
- Adlikon (politische Gemeinde Regensdorf)
- Niederhasli (politische Gemeinde Niederhasli)
- Oberhasli (politische Gemeinde Niederhasli)
- Stadel (politische Gemeinde Stadel bei Niederglatt)
- Watt (politische Gemeinde Regensdorf)
- Windlach (politische Gemeinde Stadel bei Niederglatt)

## Ortschaften
| PLZ  | Name der Ortschaft     | Gemeinde    |
| ---- | ---------------------- | ----------- |
| 8173 | Riedt bei Neerach      | Neerach     |
| 8172 | Nöschikon              | Niederglatt |
| 8155 | Mettmenhasli           | Niederhasli |
| 8155 | Nassenwil              | Niederhasli |
| 8156 | Oberhasli              | Niederhasli |
| 8154 | Hofstetten             | Oberglatt   |
| 8105 | Altburg                | Regensdorf  |
| 8106 | Adlikon bei Regensdorf | Regensdorf  |
| 8105 | Watt                   | Regensdorf  |
| 8153 | Katzenrüti             | Rümlang     |
| 8153 | Letten                 | Rümlang     |
| 8165 | Dachsleren             | Schleinikon |
| 8165 | Wasen                  | Schleinikon |
| 8175 | Raat                   | Stadel      |
| 8175 | Schüpfheim             | Stadel      |
| 8175 | Windlach               | Stadel      |
| 8162 | Niedersteinmaur        | Steinmaur   |
| 8162 | Obersteinmaur          | Steinmaur   |
| 8162 | Sünikon                | Steinmaur   |